# Karel Mejta
Karel Mejta (Třeboň, 1928. június 18. – 2015. november 6.) olimpiai és Európa-bajnok cseh evezős.

## Pályafutása
Az 1952-es helsinki olimpián kormányos négyesben olimpiai bajnok lett. Az 1953-as Európa-bajnokságon arany-, az 1954-esen bronzérmes lett ugyanebben a versenyszámban.

## Sikerei, díjai
- Olimpiai játékok
  - aranyérmes: 1952, Helsinki (kormányos négyes)
- Európa-bajnokság
  - aranyérmes: 1953
  - bronzérmes: 1954